# Phyllachora aberiae
Phyllachora aberiae är en svampart som beskrevs av Henn. 1908. Phyllachora aberiae ingår i släktet Phyllachora och familjen Phyllachoraceae.   Inga underarter finns listade i Catalogue of Life.